# Thomas Gallo
Pour les articles homonymes, voir Gallo (homonymie).

a Compétitions nationales et continentales officielles uniquement.

b Matchs officiels uniquement.
Dernière mise à jour le 10 novembre 2024.
Thomas Gallo, né le 30 avril 1999 à Tucumán (Argentine), est un joueur de rugby à XV international argentin évoluant au poste de pilier. Il joue avec la franchise italienne du Benetton Trévise en United Rugby Championship depuis 2020.

## Carrière

### En club
Après avoir pratiqué divers sports, Thomas Gallo commence à jouer au rugby dans sa ville natale avec le Universitario Rugby Club (en) lors de son enfance. Hyperactif, la pratique sportive lui est conseillé par un médecin, et il choisit le rugby après été intrigué par ce sport populaire dans son quartier. Il évolue dans un premier temps au poste de demi de mêlée, puis de troisième ligne, avant d'être replacé en pilier à l'âge de seize ans.  
Il commence sa carrière avec l'équipe senior de son club formateur en 2019, disputant le championnat de la région du Nord-Ouest,.
En 2020, il est recruté par la franchise paraguayenne des Olimpia Lions pour disputer la Súperliga Americana nouvellement créée. Néanmoins, il ne peut disputer aucune rencontre à cause du grand nombre d'étrangers sous contrat avec cette équipe.
En juillet 2021, il signe un contrat d'une saison avec l'équipe italienne du Benetton Trévise en Pro14 (futur United Rugby Championship), où il compense les blessures de plusieurs joueurs au poste de pilier,. Il joue son premier match sous ses nouvelles couleurs le 16 novembre 2020 contre les Cardiff Blues. Après des perofrmances encourageantes, il prolonge son contrat en janvier 2021 pour trois saisons supplémentaires,. Avec son équipe, il remporte la Pro14 Rainbow Cup, après une finale largement gagnée face aux Bulls,.
En octobre 2021, il se distingue en inscrivant un doublé face aux Scarlets, dont un essai sur un exploit personnel et une course de trente mètres,.
Il prolonge à nouveau son contrat pour trois saisons supplémentaires en février 2024, portant son engagement jusqu'en 2027.

### En équipe nationale
Thomas Gallo joue avec l'équipe d'Argentine des moins de 20 ans en 2019, et dispute le championnat du monde junior à domicile. Il dispute cinq matchs lors du tournoi, et inscrit deux essais. Il se fait particulièrement remarquer lors du match que son équipe remporte face aux futurs champions français en marquant un essai remarquable, à la suite d'une course de soixante mètres et de plusieurs défenseurs battus,.
Il est sélectionné pour la première fois avec l'équipe d'Argentine en juillet 2021, afin de préparer le Rugby Championship 2021. Il obtient sa première cape internationale le 2 octobre 2021 à l'occasion d'un match contre l'équipe d'Australie à Gold Coast,. Remplaçant au coup d'envoi, il entre en jeu en seconde mi-temps, et se distingue en inscrivant deux essais en moins de trente minutes. Plus tard la même année, il connaît trois autres sélections lors de la tournée d'automne en Europe.
En juin 2023, il fait partie du groupe de 48 joueurs retenus pour participer au Rugby Championship et pour préparer la Coupe du monde. Le 8 août 2023, il est annoncé au sein du groupe final de 33 joueurs retenu pour disputer la Coupe du monde en France. Il joue six matchs lors de la compétition, tous comme titulaire.

## Palmarès

### En club
- Vainqueur de la Pro14 Rainbow Cup en 2021 avec le Benetton Trévise.

## Statistiques
Au 4 décembre 2024, Thomas Gallo compte 35 capes en équipe d'Argentine, dont 31 en tant que titulaire, depuis le 2 octobre 2021 contre l'équipe d'Australie à Gold Coast. Il a inscrit 7 essais.
Il participe à trois éditions du Rugby Championship, en 2021, 2022 et 2023. Il dispute neuf rencontres dans cette compétition.